# キルウィザード
キルウィザード（Kill Wizard）は週刊少年マガジンの2006年12号から17号まで連載されていた。水薙竜唳によるファンタジー漫画である。全6話、全1巻。

## 概要
非常に繊細なタッチと多くの書き込みでファンタジーの世界を描いていく。随所にゲーム的な描写があり、ダメージの表示や敵の名前、パラメータをそのまま数字として表示している箇所がある。またキャラクターの名前の多くは石に由来している上に、裏設定が山のように存在するが、6話という短期集中連載の制約からこれらを活かしきる前に終了となった。
その名残は作者のブログ等で散見することができた。（ブログは一度閉鎖され、その後再開されたがキルウィザード関連については見ることができない。）

## 登場人物

### 主人公側
ファーデンクオート
本作品の主人公。職業は『対魔法使い』で、敵の魔法を打ち返すことができる。
象牙の塔出身で、女顔であることを気にしている男である。女に間違われると怒る。
ロードナイト
主人公のパートナー。職業は『協会騎士』で、対魔法使いの護衛役として協会がファーデンクォートに付けている。
元貴族だが教会へ出家したために苗字は無い。昔、妹を亡くしている上に竜に呪われており、暴走すると危険。
メリアグランス弓美
通称メリア。ファーデンクォートの世話係かつ仕事管理をする秘書のような存在。
ファーデンクォートに惚れているが報われていない。また作中でフルネームで呼ばれたことは無い。
ベルゼリビュート・ファレル
ロードナイトの上司で、魔法協会と教会のパイプ役をこなしている。

## 単行本
講談社少年マガジンKCより刊行、全1巻。
- ISBN 978-4063637045